# Atoconeura pseudeudoxia
Atoconeura pseudeudoxia é uma espécie de libelinha da família Libellulidae.
Pode ser encontrada nos seguintes países: Camarões, República do Congo, República Democrática do Congo e Uganda.
Os seus habitats naturais são: florestas subtropicais ou tropicais húmidas de baixa altitude, regiões subtropicais ou tropicais húmidas de alta altitude e rios.
Está ameaçada por perda de habitat.